# Naturpark Rheinland

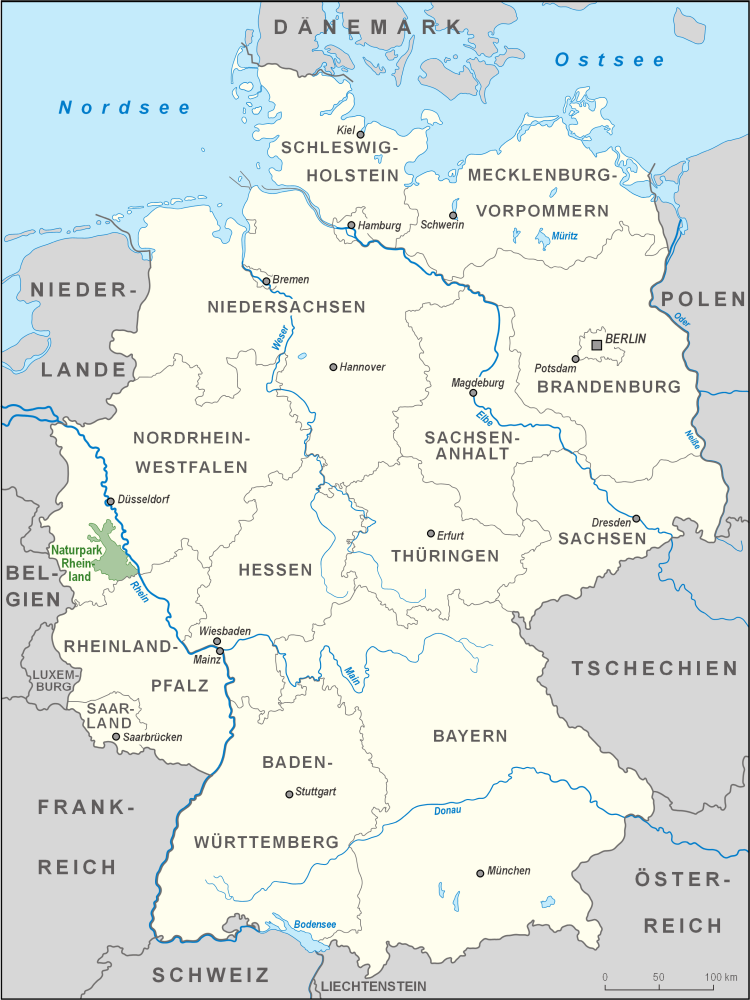
ligging van het Naturpark Rheinland

Het Naturpark Rheinland, tot 2005 geheten: Naturpark Kottenforst-Ville,  is een in 1959 ingericht en 1.045 km² groot natuurgebied in Duitsland in de deelstaat Noordrijn-Westfalen. Het ligt in de Kreise Rhein-Erft-Kreis, Kreis Euskirchen en Rhein-Sieg-Kreis. Een Naturpark, te vergelijken met een landschapspark in andere landen, is in Duitsland een gebied, waar natuurbeschermingsmaatregelken gelden, maar niet zo strikt als in een natuurreservaat. 9 Procent van het Naturpark heeft de status natuurreservaat.
Het gebied strekt zich uit  van Bedburg in het noorden, via Erftstadt, tot dicht bij Ahrweiler in het zuiden. Hiertoe behoren ook de gebieden, waar na het sluiten van bruinkoolgroeven in het Rijnlands bruinkoolgebied landschapsherstel plaats heeft. Ook het dal van de rivier de Erft behoort hiertoe. Dit dal is o.a. in de gemeente Kerpen (Noordrijn-Westfalen) hier en daar in stadsparken en recreatieterreinen ingepast, maar elders is het oevergebied een natuurreservaat. 
Er komen veel zeldzame vogels en insecten voor. Op enkele plekken langs de Erft heeft zich ooibos ontwikkeld.
In de landschapsherstel-zones zijn, o.a. bij de Bruinkoolgroeve Frechen de bruinkoolgroeves dichtgestort, met bos herbeplant en voorzien van enige, meest kleine, meren, die ten dele als recreatieplas dienen. Vooral tussen Erftstadt en Brühl liggen veel van deze met bos omringde meren.
Oude cultuurlandschappen in het zuiden van het gebied zijn te vinden in het Kottenforst tussen Bad Godesberg en Meckenheim. Ten westen van Brühl en Bonn ligt de grotendeels beboste, tot 170 meter hoge, heuvelrug Ville.
Het gebied is van groot belang als groene long aan de linker Rijnoever en als recreatie- en wandelgebied voor de inwoners van Bonn, Keulen, Leverkusen, Düren en andere omliggende steden. Er zijn  dan ook talrijke recreatieve en toeristische voorzieningen aanwezig. Aan de rand van het gebied liggen enkele bezienswaardige kastelen.

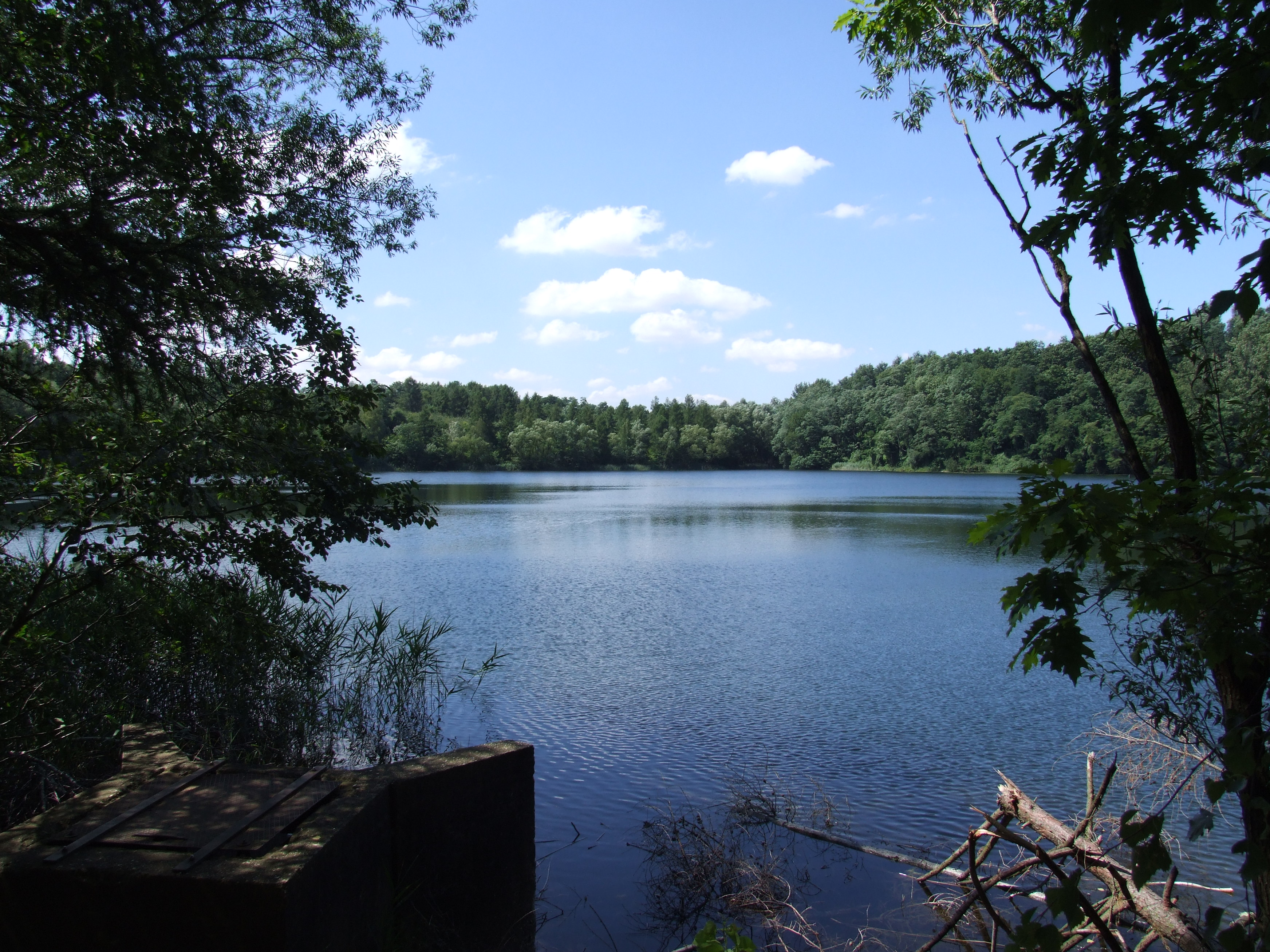
De Donatussee
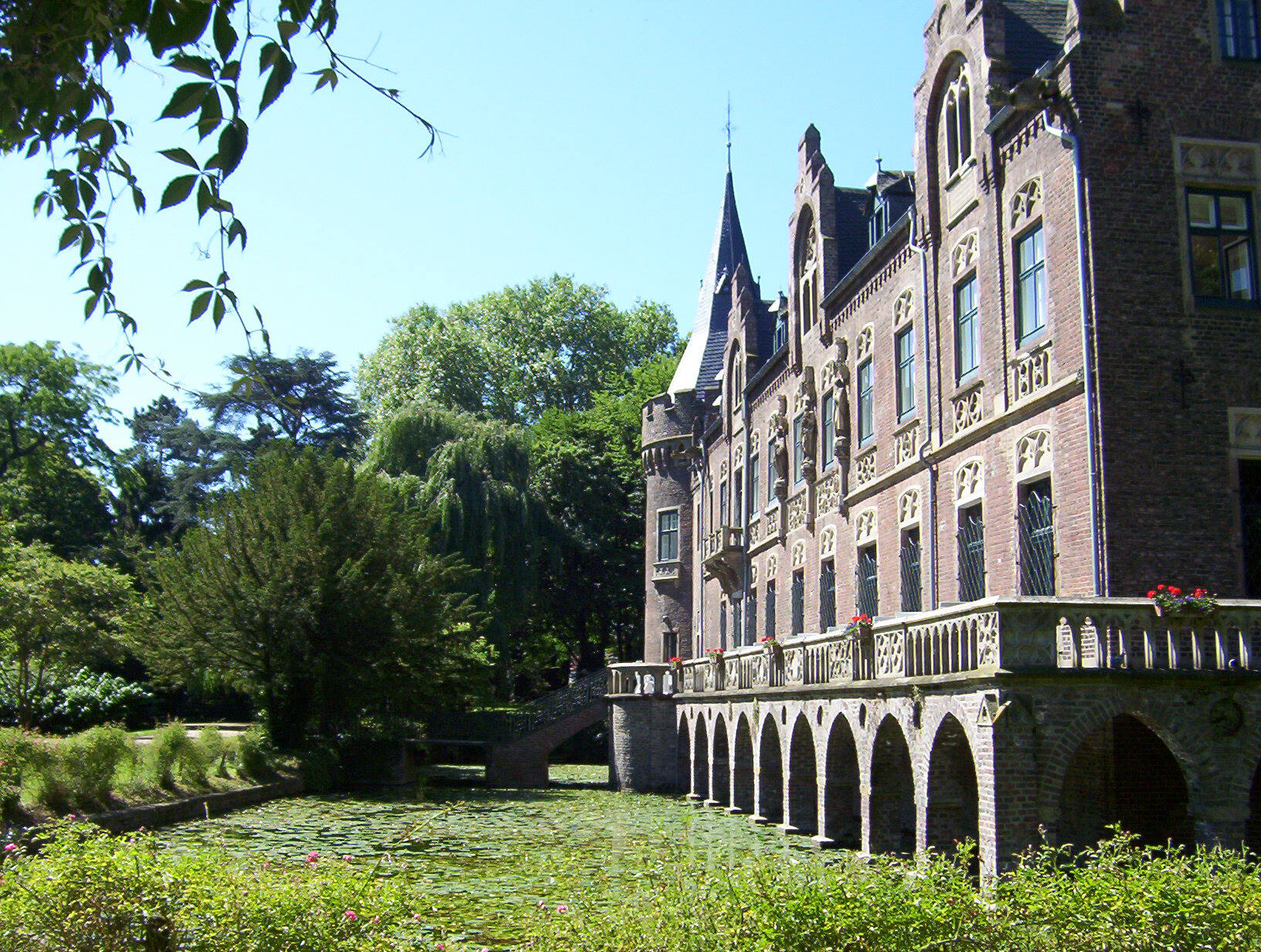
Schloss Paffendorf, door RWE ingericht informatiecentrum
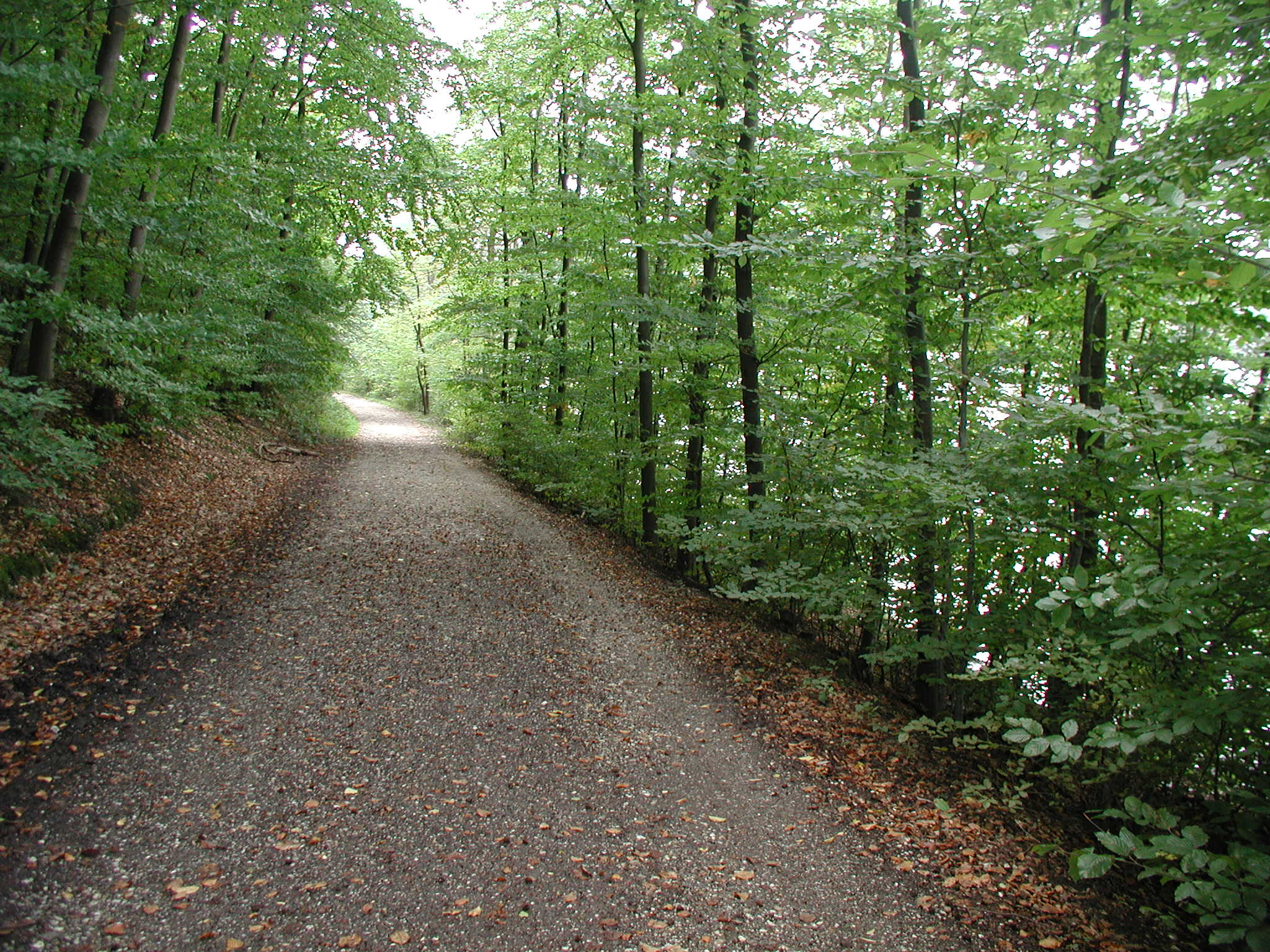
Bij de Heider Bergsee bij Brühl